# Park Narodowy Minalungao
Park Narodowy Minalungao – park narodowy położony na Filipinach, w regionie Luzon Środkowy, w prowincji Nueva Ecija, na wyspie Luzon. Zajmuje powierzchnię 2018 ha.
Jest to obszar chroniony w ramach Krajowego Zintegrowanego Systemu Obszarów Chronionych (NIPAS), który został ustanowiony dnia 11 czerwca 1967 roku w Republic Act No. 5100.

## Położenie
Park położony jest 12 km na południowy wschód od miasta General Tinio, na północ od Manili, u podnóża pasma górskiego Sierra Madre.

## Etymologia
Nazwa parku pochodzi od słów mina i lungao, które oznaczają kopalnię złota w jaskiniach.

## Przyroda nieożywiona
Park chroni charakterystyczne formacje skalne. Przez park przepływa rzeka Peñaranda, kora charakteryzuje się wysoką klasą czystości. Woda tej rzeki ma szmaragdową barwę. W tym miejscu rzeka tworzy przełom przez skały wapienne, które wznoszą się do 16 m ponad poziom lustra wody.